# Леонов, Владимир Викторович
Владимир Викторович Леонов (Пустой шаблон {{ВД-Преамбула}} ) — советский и российский хоккеист, нападающий.

## Биография
Сын хоккеиста Виктора Леонова. Начинал заниматься хоккеем в «Кристалле» Электросталь, но получалось плохо, и отец отдал в баскетбол. Вернулся в хоккей, тренировался под руководством Владимира Бакшаева. Начинал играть во второй лиге за «Кристалл» (1979/80 — 1981/82), с сезона 1982/83 — в СКА МВО, в конце следующего сезона вернулся в «Кристалл», с которым вышел в первую лигу. Сезон-1985/86 провёл в команде высшей лиги «Ижсталь». Семь сезонов (1986/87 — 1992/93) отыграл в первой лиге за «Кристалл». Два сезона провёл в чемпионате Словении. По собственным словам — под руководством Владимира Крикунова — «Акрон» Есенице (1992/93) и «Иннтал» Целе (1993/94), по другим данным — в командах «Триглав» Крань (1993/94) и «Иннтал» (1994/95). В сезоне-1993/94 также играл в классе «Б» за «Керамик», затем — за «Кристалл» (1995/96 — 1997/98).
В апреле 2022 года в Ледовом дворце спорта Электростали состоялся товарищеский матч, посвященный 60-летнему юбилею Владимира Леонова.
Сыновья Андрей (род. 1990) и Максим (род. 1997) также хоккеисты.